# サルビアのつぼみ/You'll be alright with 槇原敬之
「サルビアのつぼみ/You'll be alright with 槇原敬之」（サルビアのつぼみ／ユー・ウィル・ビー・オールライト・ウィズ まきはらのりゆき）は、HOME MADE 家族の通算7枚目のシングル。

## 概要
- 槇原敬之とのコラボレーション作。フジテレビ系『僕らの音楽2』での共演がきっかけでコラボが実現した。なお、槇原のシングル「ほんの少しだけ」には、KUROがゲスト参加している。
- PVには加藤晴彦が出演している。

## 収録曲
1. サルビアのつぼみ
日本テレビ系『音楽戦士 MUSIC FIGHTER』1月度オープニングテーマ
タイトルにあるサルビアは、花言葉で「家族愛」という意味がある。
2. You'll be alright with 槇原敬之
3. 何型ですか???
4. サルビアのつぼみ(Instrumental)
5. You'll be alright with 槇原敬之(Instrumental)

## テレビ出演
- テレビ朝日系『ミュージックステーション』（初出演）。
- フジテレビ系『HEY!HEY!HEY! MUSIC CHAMP』（初出演）。
- 日本テレビ系『24時間テレビ 「愛は地球を救う」』（2007年度）
  - 手話付で加藤晴彦達と共演した。

## その他
- 「サルビアのつぼみ」は、福岡ソフトバンクホークス（当時）の川﨑宗則選手の2006年度後半戦のテーマソングとして打席に立つ時に使われていた。また、阪神タイガースの矢野燿大選手の2006年度テーマソングとして打席に立つ時に使われていた。